# ブロックパズル
ブロックパズル又はブロック分割パズル（ブロックぶんかつパズル）は、盤面をいくつかのブロックに分割するペンシルパズルの名前である。
古くからあるパズルであり、パズル通信ニコリでは創刊準備号ですでに掲載されている。

## ルール
- 盤面をいくつかのブロックに分割する。
- 各ブロックには指定された文字が指定された数だけ入るようにする。
- 1つのブロックはたてよこに連続していなければならない。

## 例題
「12345」が1つのブロックになるように分割する。
| 1 | 1 | 2 | 2 | 5 |
| 2 | 1 | 4 | 5 | 3 |
| 3 | 3 | 2 | 3 | 1 |
| 4 | 5 | 4 | 5 | 4 |
| 2 | 4 | 3 | 1 | 5 |

中級以上の問題になると、「さんぎいんぎいん」のように同じ文字を複数回含む単語や、似たような複数の言葉（「STARWARS」と「STARTREK」など、共通する文字が多く何らかの関連性がある単語が選ばれることが多い）に分割させる問題もある。
以下にこれらのパターンの例題を示す。
| ぎ | ぎ | ぎ | は | は | ん | ん |
| ん | は | ん | は | ん | ん | ん |
| は | は | し | ん | ん | し | し |
| は | は | し | し | し | ん | は |
| ん | ん | ぎ | は | は | は | は |
| ん | ん | ん | ぎ | ぎ | し | ぎ |
| ん | ん | ん | ん | は | ん | ん |

| F | R | T | A | R | E |
| I | E | W | R | A | T |
| T | R | A | E | R | E |
| W | R | W | T | I | W |
| I | F | R | F | E | R |
| E | E | A | F | I | E |

## バリエーション
ブロックパズルには、分割の条件を変更した以下のようなバリエーションが存在する。
雀パイブロック
麻雀牌が並んだ盤面を分割して、各ブロックが指定された役の和了形になるようにする。
シークワーズとの混合
盤面を、指定されたジャンルの単語（県名など）に分割する。
面積ブロック
数字と空のマスからなる盤面を数字にしたがって分割する。
足し算
ブロックに含まれる数字の合計が指定された値になるように分割する。派生作品として、合計値も盤面に配置される問題（「ブロッカ」「ブロッカル」「ブロックロ」）もある。